# Oslica
Oslica je naselje v Občini Ivančna Gorica.